# Тролезе-Боско ди Сако (Венеција)
Тролезе-Боско ди Сако је насеље у Италији у округу Венеција, региону Венето.
Према процени из 2011. у насељу је живело 137 становника. Насеље се налази на надморској висини од 2 м.